# Combattimento di Kaplawas
Il combattimento di Kaplawas è stato uno scontro, avvenuto l'8 settembre 1813, tra la brigata del generale italiano Gasparre Bellotti e quella del generale austriaco Joseph von Fölseis. Gli italiani furono vittima di un'abile imboscata e vennero quasi tutti catturati o uccisi, incluso lo stesso generale Bellotti, fatto prigioniero di guerra. 

## Contesto storico
Dopo la campagna di Russia, la Grande Armée versava in una condizione di debolezza mai vista fino ad allora. Le altre nazioni europee ostili alla Francia non persero l'occasione per attaccare il nemico e provare a sbarazzarsi di Napoleone una volta per tutte. Dopo mesi di combattimenti tra Polonia e Germania, le due parti concordarono una tregua, mediata dall'Austria, sperando di trovare un accordo per una pace duratura. Napoleone, eccessivamente orgoglioso e testardo, rifiutò le proposte fatte dagli alleati e si preparò a combattere nuovamente al termine dell'armistizio. Nell'agosto del 1813 la guerra riprese con l'Austria, prima neutrale, schierata contro il generale corso.
Fiutando le intenzioni del cancelliere Metternich, Napoleone inviò in Italia il suo figliastro Eugenio, uno dei suoi migliori generali, chiedendo lui di raccogliere un esercito e preparare le difese, attendendo l'apertura di un nuovo fronte a sud delle Alpi. Eugenio riuscì ad assemblare un esercito di circa 50000 uomini e si diresse in Friuli, dove aveva deciso di sbarrare la strada all'esercito austriaco. Divise il suo esercito in modo da bloccare i principali accessi alla penisola, attendendo solo la notizia della fine della tregua per dare inizio allo scontro con gli asburgici.

## Antefatti

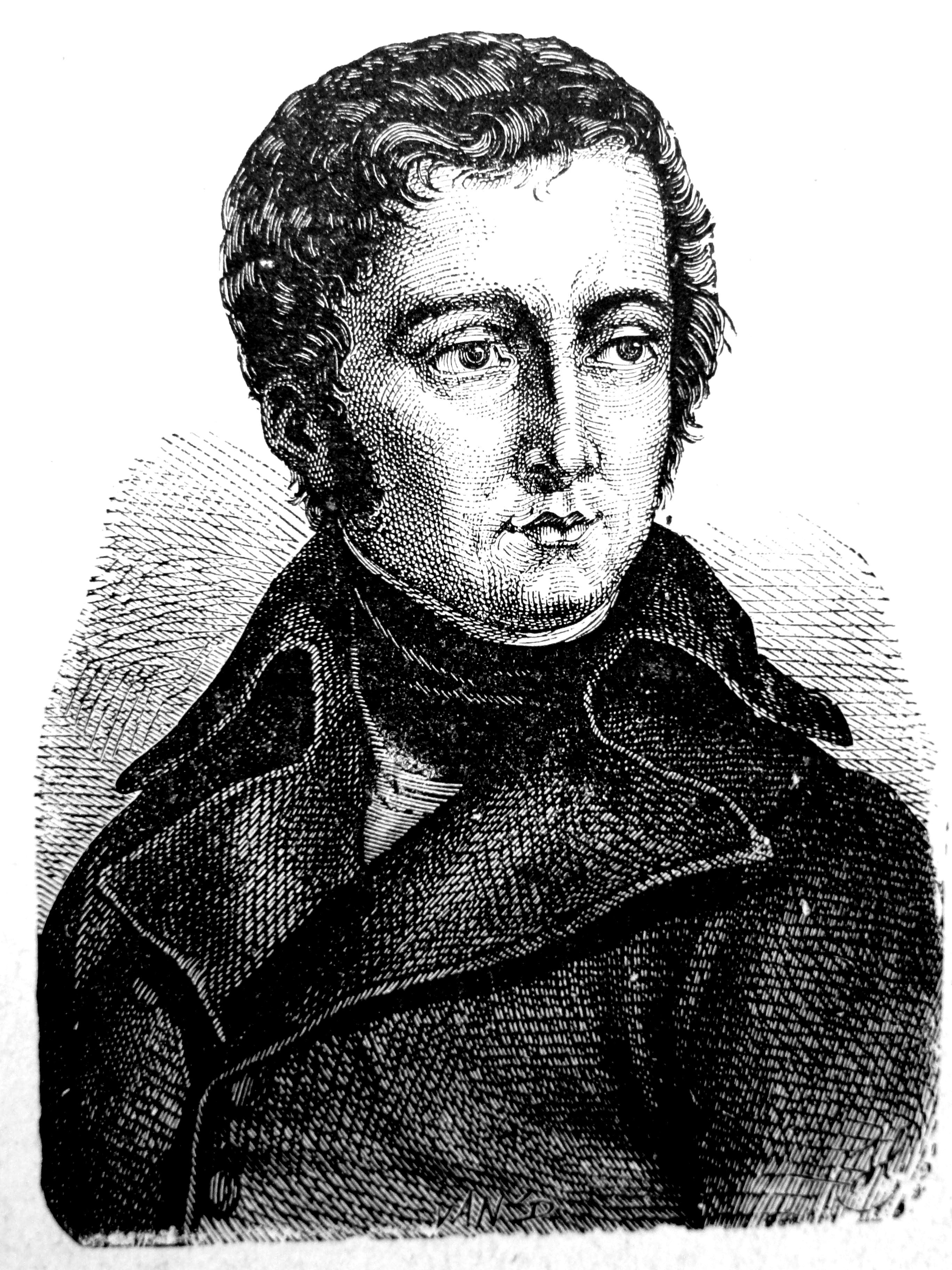
Il generale Grenier, vincitore a Feistritz

Allo scadere dell'armistizio, le forze austriache, comandate dal generale Hiller, invasero le Province Illiriche, causando una sollevazione generale antifrancese e causando diserzioni in massa tra i soldati slavi arruolati nell'esercito napoleonico. Comprendendo l'inutilità di andare in profondità verso i Balcani, Eugenio concentrò le proprie forze verso la Slovenia e la Carinzia: inviò un corpo d'armata al comando dei generali Grenier e Verdier a prendere Villaco, nel frattempo occupata dagli austriaci, mentre le altre forze del suo esercito sarebbero state impiegate per prendere il possesso della Slovenia centrale, danneggiando e interrompendo le linee di comunicazione tra il centro dell'esercito di Hiller e la sua ala sinistra, comandata dal generale von Radivojevich.
Sul versante austriaco delle Alpi, la situazione stava rapidamente volgendo a favore dei Napoleonici: i due generali inviati da Eugenio erano riusciti a strappare Villaco dalle forze austriache, stabilendo una testa di ponte sulla Drava e qualche settimana dopo, il 6 settembre, erano riusciti ad ottenere una brillante vittoria nei pressi di Feistritz, distruggendo almeno momentaneamente ogni sorta di resistenza in Carinzia. Il piano di Eugenio prevedeva di stabilire una via di comunicazione tra il suo centro e la sua destra, mettendo in comunicazione le valli della Drava e della Sava. La vittoria di Grenier a Feistritz aveva assicurato un certo controllo sul passo di Loibl, un punto vitale per le comunicazioni tra l'Austria e la Slovenia. Invece, dal lato sloveno, le forze di Eugenio erano appena giunte a Laybach e Krainsburg, per il momento il loro quartier generale, e l'alta valle della Sava non ancora sotto il loro stabile controllo.
Sfortunatamente, alcuni rapporti giunti nei giorni precedenti, contenevano delle informazioni errate sulla posizione e sul numero dei nemici presenti nelle vicinanze. Quello che emergeva, anche secondo i rapporti di Pino, è che gli austriaci si stessero preparando per attaccare le linee di comunicazione tra Gorizia e Trieste, concentrandosi nei pressi di Lippa. Questo sospetto nei giorni precedenti aveva fatto esitare Pino che, invece di occupare San Marein, si era ritirato a Laybach. Per rispondere adeguatamente ad entrambe le esigenze, Eugenio decise di agire in questo modo: Palombini avrebbe dovuto inviare la brigata Galimberti verso San Marein e la brigata Ruggeri verso Lippa mentre Bellotti avrebbe dovuto occupare occupare il ponte di Tschernutz, un villaggio a nord di Laybach, e poi di proseguire verso Salloch, qualche chilometro ad est della città, occupandola con la sua destra.

## Lo scontro

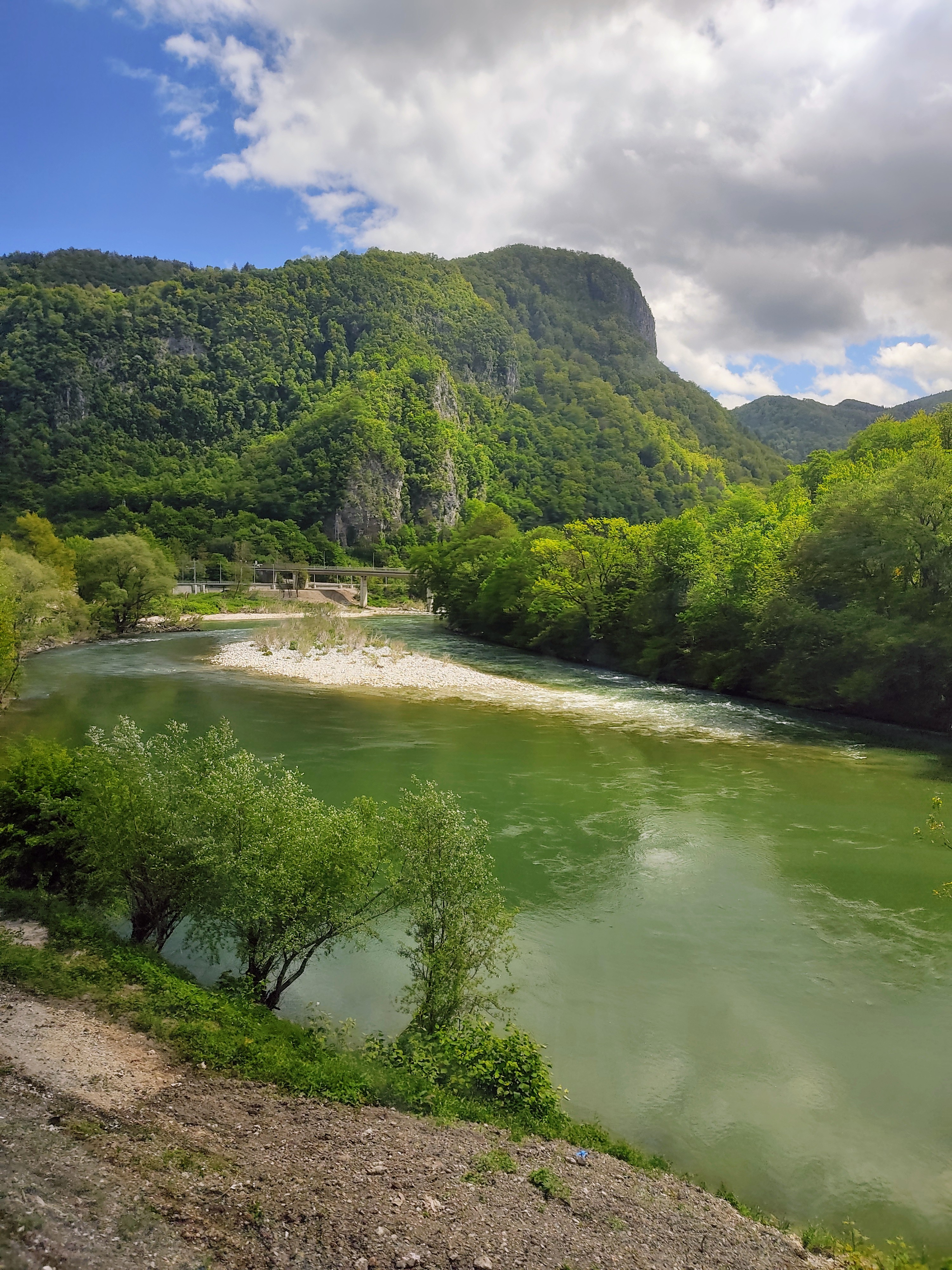
Valle della Sava in Slovenia

Bellotti aveva a sua disposizione 2 battaglioni del 3° reggimento di fanteria leggera italiana, alcune compagnie del 4°, 4 squadroni di cacciatori a cavallo e 2 cannoni. In quella stessa zona era attivo il generale Fölseis, che aveva con sé 3 battaglioni, comunque composti di soldati giovani ed inesperti, e di 2 squadroni di cavalleria. I due avevano compiti fondamentalmente opposti: Bellotti doveva garantire le comunicazioni dei napoleonici e ostacolare quelle austriache, Fölseis doveva fare l'esatto contrario.
Il generale italiano prese subito una decisione alquanto strana: invece di marciare sul lato destro della Sava, coperto dalle montagne da un lato e dal fiume dall'altro, optò per una marcia sul lato sinistro del fiume, lasciandosi scoperto ad eventuali attacchi sul fianco. Inoltre, mal suggerito dalle guide, che ritenevano la strada più breve impraticabile per l'artiglieria, scelse di percorrere la strada che passava più ad est, passando per Mannsburg e Tersain, esponendosi ulteriormente. Il generale Fölseis venne immediatamente informato della cosa e si decise a punire la leggerezza commessa da Bellotti: rinunciò a ripiegare e si preparò a tendere un'imboscata agli italiani. La colonna dei napoleonici era nel villaggio di Kaplawas (oggi Kaplja Vas) quando le sue avanguardie, appena uscite dal vicino villaggio di Moste, furono attaccate da un gruppo di soldati austriaci, provenienti da Kreuz (oggi Križ). Presto altre compagnie ed un plotone di ussari si unirono al combattimento, rafforzando la posizione degli asburgici a Kreuz. Più il tempo passava, più le forze di Fölseis convergevano sul luogo di battaglia, attirati dal rumore dei fucili: presto altri plotoni di ulani e di ussari, oltre ad un'altra compagnia, giunsero sul posto.
Mentre i combattimenti proseguivano, il comandante austriaco stava strategicamente posizionando le proprie truppe per costringere i napoleonici a seguire un percorso prestabilito: le abili manovre dei suoi soldati ed il costante fuoco portarono quasi tutto il corpo di Bellotti verso Mannsburg, dove gli italiani si videro tagliare ogni possibile via di fuga. I napoleonici tentarono di resistere casa per casa, ma furono ripetutamente respinti. Dopo essere stato cacciato anche da Klein-Mannsburg, Bellotti trovò rifugio nelle case e nel castello di Habach, nei pressi di Mannsburg. Il comandante austriaco ordinò un attacco alla baionetta: dopo un combattimento acceso, che vice anche due contrattacchi da parte degli italiani, furono gli austriaci ad avere la meglio e i pochi italiani rimasti furono cacciati sulla strada per Tersain. L'unico modo per le restanti forze di Bellotti di trovare la salvezza era farsi strada attraverso il villaggio e scappare usando il suo ponte. Gli austriaci, comunque, avevano già predisposto una compagnia del reggimento Lusignan , poi sostenuta dall'arrivo di una seconda compagnia, per bloccare loro questa via di fuga. I granatieri italiani tentarono di sfondare il blocco invano. Bellotti, fermo a Tersain, cercò di fare uso della propria artiglieria ma, circondato da ogni lato e costantemente pressato dal fuoco nemico, non riuscì ad aprirsi un varco. Le forze di Fölseis, intanto, si concentrarono attorno al villaggio, chiudendo virtualmente ogni via di fuga. La disperata resistenza dei napoleonici proseguì ad oltranza, fino a che i loro cannoni furono catturati. Solo pochi uomini, riusciti a fuggire grazie al buio della notte, evasero la morsa degli austriaci e portarono la notizia della sconfitta.

## Bilancio e conseguenze

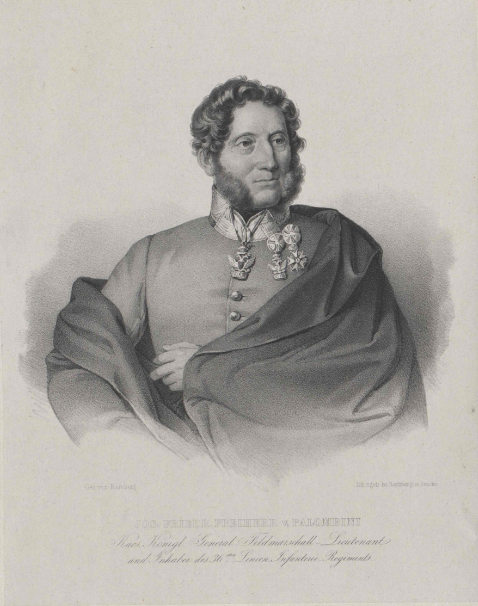
Il generale Palombini

La brigata di Bellotti non esisteva più, e se Fölseis ebbe solo una trentina di uomini fuori combattimento (5 morti, 14 feriti e 5 dispersi, se si vogliono prendere alla lettera i dati del suo rapporto), le perdite dei Francesi ammontarono a 60 morti e quasi 200 feriti durante il combattimento. Il generale Bellotti e il colonnello Bianchi, entrambi feriti, rimasero con 600 uomini prigionieri degli austriaci. Dopo aver fatto inseguire i resti della brigata di Bellotti da alcuni distaccamenti, Fölseis ricondusse la sera dell’8 le sue truppe sulle posizioni originarie.
Senza parlare dell’effetto morale prodotto dall’annientamento della brigata Bellotti, l’azione di Fölseis ebbe conseguenze considerevoli, poiché se i francesi fossero riusciti a costringerlo a ripiegare la posizione dell’armata di Hiller sarebbe stata seriamente compromessa e probabilmente sarebbe costretta ad abbandonare senza combattere una parte delle posizioni occupate sulla riva sinistra della Drava.
La disastrosa sconfitta di Bellotti ebbe delle ripercussioni notevoli sui piani di guerra di Eugenio: l'iniziativa appena conquistata a Feistritz poteva considerarsi perduta. Tutte le linee di comunicazione tra le varie componenti dell'esercito austriaco erano intatte, l'ala sinistra del suo esercito ora doveva estendersi ulteriormente. Eugenio dovette rinunciare ad attaccare Stein e, unitamente ai rapporti di Pino e Fresia, quest'ultimo sconfitto a Lippa da Nugent, constatò che il nemico si era rafforzato nella zona di Fiume. Palombini e Pino furono mandati alla ricerca di Nugent, tentando di annientare la sua brigata prima che diventasse una concreta minaccia per le comunicazioni tra Trieste e Gorizia mentre Eugenio stesso guidò la Guardia Reale a San Marein, tentando di indebolire le linee di comunicazione nemiche.